# Arquebisbat d'Auch
L'arquebisbat d'Auch és una divisió eclesiàstica de França, que abraça el departament del Gers. Fins a la revolució eren sufragànies les seus de Dacs i Aire (després unides sota el nom d'Aire), Leitora (ajuntada amb Auch), Coserans (unida a Pàmies), Auloron, Lescar i Baiona (unides després sota el nom de Bisbat de Baiona), Vasats (unida a Bordeus), Comenge (unida a Tolosa) i Tarba. Avui són sufragànies Aire, Tarba i Baiona. La catedral d'Auch està dedicada a Santa Maria.
Fou la seu primada d'Aquitània fins al 1789. Va ser convertida en bisbat (i agregada al Bisbat d'Agen) però fou restablerta com arquebisbat el 1882 absorbint les seus de Leitora, Condom (que depenia abans de Bordeus) i Lombès (que depenia de Tolosa).
El bisbat es diu que fou fundat per Taurí, cinquè bisbe d'Elusa (avui Eauze), que va haver de marxar de la seva seu destruïda pels vàndals. Eusa (Eauze) es va mantenir de fet com a seu metropolitana fins al segle ix, quan fou incorporada a Auch, que va esdevenir arquebisbat. A la primera meitat del segle VI es troba com a bisbe a Sant Orientí, el primer testimoniat històricament. A un concili celebrat el 1077 a Cliovempopulania, Guillem, arquebisbe d'Auch, fou deposat per Gerald, legat del papa Gregori VII. Va tenir alguna participació en la història d'Armanyac, on els arquebisbes eren grans senyors, sobretot amb el seu darrer comte Joan que va voler usurpar la seu en favor d'un parent que aprovés les seves relacions incestuoses amb sa germana Isabel d'Armanyac. Un bisbe famós fou el cardenal Melcior de Polignac (1725-1741) que va escriure "L'antilucrecia".
El seu territori fou sempre el mateix fins a la revolució. Al nord el Bisbat de Vasats i el Bisbat de Condom; al nord-est el Bisbat de Leitora; a l'est, el Bisbat de Lombès; al sud-est el Bisbat de Comenge; a l'oest el Bisbat de Tarba i el Bisbat de Lescar; i al nord-oest el Bisbat d'Aire.
A Auch es van celebrar dos concilis:
El 1068 un concili va establir que les esglésies havien de pagar a la catedral d'Auch un quart de les seves rendes (es van establir algunes excepcions).
El 1276 un concili va defensar la jurisdicció eclesiàstica i la immunitat.
També es va fer un concili provincial el 1851 que va dictar alguns decrets sobre fe i doctrina, jerarquia, i estudis eclesiàstics.

## Llista de Bisbes i Arquebisbes d'Auch
- Sant Orens d'Auch, ca. 400
- Niceti 506-511
- Proculeià 533-551
- Faust c. 585
- Sai c. 585
- Auderic c. 627
- Leotad c. 675
- Isimbard c. 836
- Airard, primer Arquebisbe, c. 879
- Hidolf c. 975
- Odó c. 982
- Garcia I c. 985-988
- Otó 988-1025
- Garcia II de Labarta 1025-1036
- Ramon I Copa 1036-1042
- Sant Austind d'Auch, 1042-1068
- Guillem de Montaut 1068-1096
- Ramon II de Pardiac 1096-1118
- Bernat II de Sainte-Christie 1118-1126
- Guillem II d'Andozile 1126-1170
- Guerau de Labarta 1170-1191
- Bernat III de Sédirac 1192-1200
- Bernat IV de Montaut 1200-1214
- Garcia III de Lhort 1214-1226
- Amanieu I 1226-1242
- Hug de Pardailban 1244-1245
- Hispan de Massas 1245-1261
- Amanieu II d'Armanyac 1261-1318
- Guillem de Flavacourt 1323-1356
- Arnaud Aubert 1356-1371
- Jean Roger 1371-1375
- Philippe d'Alençon, 1375-1381
- Pierre d'Anglade 1381-1388
- Ramon Garcia de Baiona 1388-1391
- Pere d'Anglada 1391-1408
- Jean de Cardaillac (patriarca de Constantinoble) 24 de gener de 1379 a 20 de maig de 1379
- Jean Flandrin 1379-1390, fet cardenal per Climent VII
- Joan d'Armanyac 1390-1408
- Berenguer Guillot 1408-1425
- Philippe I de Lévis 1425-1454
- Philippe II de Lévis 1454-1462
- Joan de Lescun 1463-1483
- Francesc de Savoia 1483-1490
- Jean de la Trémoille 1490-1507
- Fra Guillem de Clermont-Lodeva, cardenal, 1507-1538
- François de Tournon, cardenal 1538-1551
- Hipolit d'Este, cardenal 1551-1563
- Lluís d'Este, cardenal 1563-1590
- Enric de Savoia, 1590-1597 (no fou consagrat)
- Léonard de Trappes 1597-1629
- Domènec de Vic 1629-1661
- Henri de Lamothe-Houdancour 1662-1684
- La Baume de Suze, nomenament reial 1684 i papal 1692; 1684-1705
- Agustí de Monpou 1705-1714
- Jacques Desmarets, (abans bisbe de Riez) 1714-1725
- Melchior de Polgnac, cardenal 1726-1741
- Jean-François de Montilleit 1742-1775
- Claude Antoine d'Apchon 1776-1783
- L. Apollinaire de la Tour-du-Pin-Montauban 1785-1802
- Paul Benoît Barthe, bisbe constitucional, consagrat 13 de març de 1791-1802
- Antoine de Morlhon 1823-1828
- Louis François Auguste de Rohan (enviat com a bisbe de Besançon abans de prendre possessió) 1828
- Joaquim Joan Xavier d'Isoard, cardenal 1828-1839
- Nicolas Auguste de la Croix d'Azolette 1840-1856
- Antoine de Salinis 1856-1861
- François Augustin Delamare 1861-1871
- Pierre Henri Gérault de Langalerie 1871-1886
- Louis Joseph Jean Baptiste Léon Gouzot 1887-1895
- Victor Balaïn 1896-1905
- E. Christophe Enard 1906-1907
- Ernest Ricard (abans bisbe d'Angulema) 1907-1934
- Virgile Joseph Béguin 1934-1955
- Henri Audrain 1955-1968
- Maurice Mathieu Louis Rigaud 1968-1984
- Gabriel Marie Étienne Vanel 1985-1996
- Maurice Fréchard 1996-2004
- Maurice Gardès 2004